# Eufemia (cesarzowa bizantyńska)

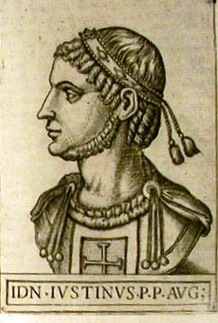
Battista de'Cavalieri, Portret Justyna I, męża Eufemii

Eufemia (zm. ok. 524) – cesarzowa bizantyńska, żona Justyna I.

## Życiorys
Niewiele wiadomo o życiu Eufemii. Wynika to zapewne z jej pochodzenia. Nie wywodziła się ona z cesarskiego rodu. Przeciwnie, początkowo należała do najniższej warstwy ówczesnego społeczeństwa. Pierwotnie nazywała się Lupicyna i była niewolnicą oraz konkubiną swojego właściciela. Poślubiła Justyna I, gdy pełnił funkcje wojskowe w armii bizantyńskiej w czasach Anastazjusza I (491-518). Gdy mąż przejął władzę, zmieniła oficjalnie imię, przyjmując je na cześć św. Eufemii z Chalcedonu. Po wstąpieniu Justyna na tron (518) nie odgrywała najmniejszej roli w sprawach publicznych i prawdopodobnie w ogóle do tego nie aspirowała. Sprzyjała co prawda siostrzeńcowi Justyna, późniejszemu Justynianowi I Wielkiemu, ale sprzeciwiała się jego małżeństwu z Teodorą, byłą  aktorką. Zmarła bezdzietnie około 524 roku. Cesarzowa prowadziła korespondencję z biskupami Rzymu, między innymi ze św. Hormizdasem. W zaawansowanym wieku była osobą bardzo religijną, czemu dała wyraz fundując kościół i klasztor swojej patronki Eufemii Chalcedońskiej. Gdy zmarła, została w nim pochowana. W jej grobie złożono później ciało Justyna I.